# Compatibilidad electromagnética

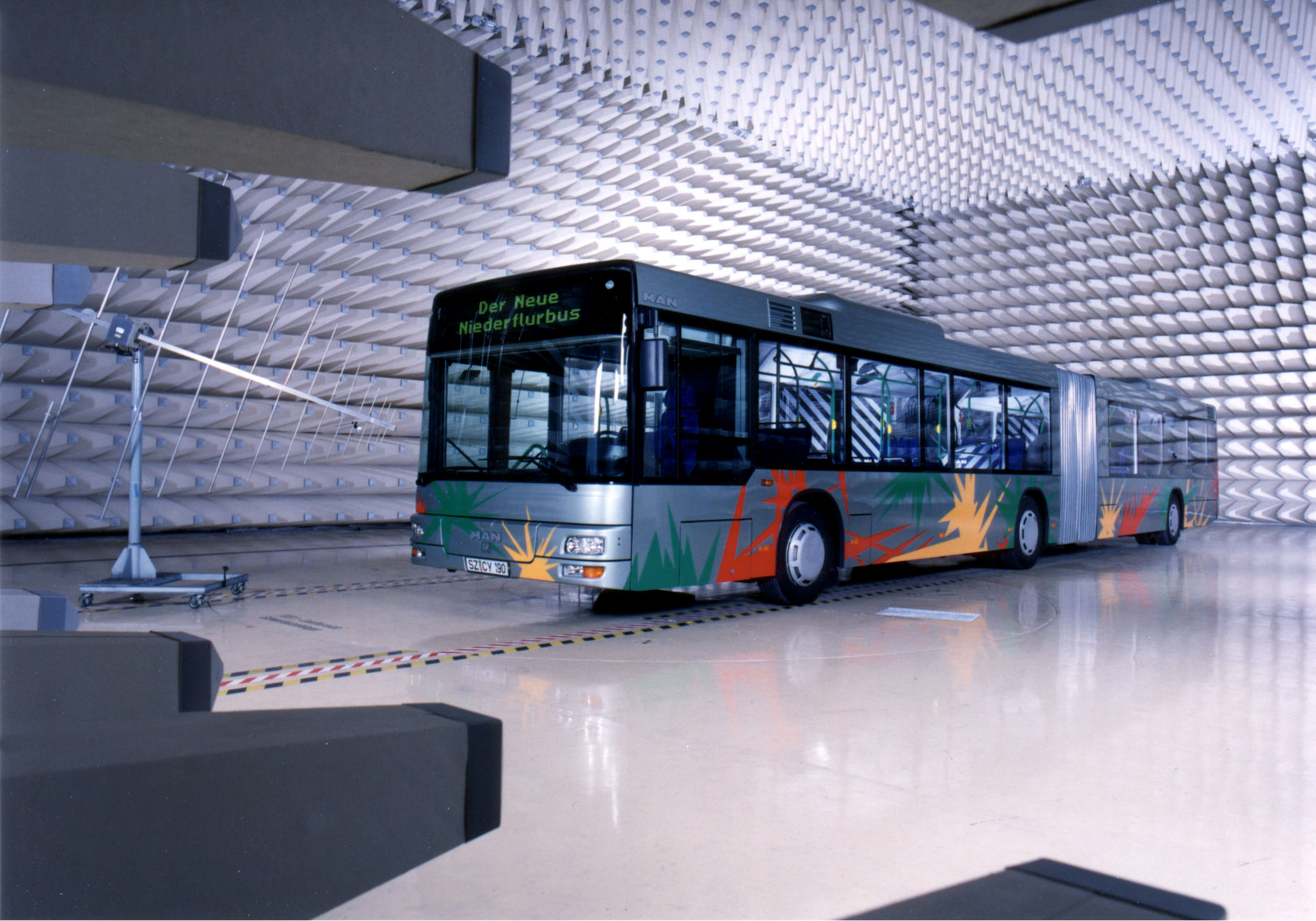
Cámara semi anecoica en la que se realizan tests de EMC a un autobús.

La compatibilidad electromagnética (Inglés: Electromagnetic Compatibility, EMC) es la rama de la ingeniería eléctrica y electrónica y de telecomunicaciones que estudia los mecanismos para eliminar, disminuir y prevenir los efectos de acoplamiento entre un equipo eléctrico o electrónico y su entorno electromagnético, aún desde su diseño, basándose en normas y regulaciones asegurando la confiabilidad y seguridad de todos los tipos de sistemas en el lugar donde sean instalados y bajo un ambiente electromagnético específico.
Se dice que un equipo es electromagnéticamente compatible cuando funciona en un ambiente electromagnético de forma satisfactoria y sin producir interferencias o perturbaciones electromagnéticas que afecten la operación normal de cualquier aparato o dispositivo que se encuentra en ese ambiente. 

## Funciones
Entre los objetivos de la EMC está garantizar que los dispositivos, equipos o sistemas funcionen satisfactoriamente en presencia de otras fuentes electromagnéticas, a la vez que no afecten a otros sistemas, equipos o dispositivos como tampoco al entorno que lo rodea (entiéndase vegetación, animales o personas). Con respecto a la salud humana, esta disciplina aborda el tema de los posibles perjuicios causados por ciertos equipos electrónicos.
Además la EMC fija normatividad para evitar que algunos equipos altamente sensibles o vitales sean afectados por alguna contaminación electromagnética, como es el caso de implementos médicos en un hospital o un equipo auxiliar en aeronavegación.

## Legislación
Según la normativa internacional recogida en el Informe Técnico de la Comisión Electrotécnica Internacional 61000-1-1, se define a la compatibilidad electromagnética como "la capacidad de cualquier aparato, equipo o sistema para funcionar de forma satisfactoria en su entorno electromagnético sin provocar perturbaciones electromagnéticas sobre cualquier cosa de ese entorno". 
La compatibilidad electromagnética se ocupa de dos problemas diferentes, que dan lugar a dos ramas de la misma:
- Ese aparato, equipo o sistema debe ser capaz de operar adecuadamente en ese entorno sin ser interferido por otros (inmunidad o susceptibilidad electromagnética).

- Además, no debe ser fuente de interferencias que afecten a otros equipos de ese entorno (emisiones electromagnéticas).

La norma diferencia los dispositivos, aparatos o sistemas participantes en un entorno electromagnético según dos grupos:
- Emisor: Produce tensiones, intensidades o campos electromagnéticos que potencialmente son la causa de perturbaciones a otros elementos de su entorno e, incluso, a ellos mismos.

- Susceptible: Su funcionamiento puede verse degradado en presencia de perturbaciones electromagnéticas (que provocan otros equipos o ellos mismos).

Dado que un sistema puede estar compuesto de subsistemas, también debe estudiar las posibles interferencias internas entre los mismos.
Se habla de "Nivel CEM". Para cada tipo de perturbación, es el nivel especificado de perturbación para el cual debe existir una probabilidad aceptable de CEM. Este nivel tiene una pequeña probabilidad (normalmente el 5%) de no ser superado. Así, se habla de:
- Límite de emisión. En equipos conectados a una red se exige que éstos emitan menos que el nivel CEM menos una cantidad llamada Límite de Emisión, para garantizar el éxito de funcionamiento de la red al conectar a ella varios equipos simultáneamente.

- Límite de inmunidad. De la misma manera, también se exige a los fabricantes que sus equipos deben ser inmunes al nivel CEM más una cantidad, para asegurar el éxito de funcionamiento al tener conectados estos equipos a una red con perturbaciones.

Por tanto, para el cumplimiento de estos niveles es necesaria la coordinación y equilibrio de todos los agentes involucrados:
- Administración pública: organismo que dicta las normas.
- Fabricantes: responsables de que los equipos sean inmunes y no emitan perturbaciones.
- Empresas eléctricas: responsables de las redes de distribución (pueden exigir a un usuario que arregle su instalación eléctrica / equipos para conectarse a la red eléctrica).
- Usuarios: responsables de los equipos.
- Universidades.
- Ingenierías.

### La compatibilidad electromagnética en la Unión Europea
En Europa cualquier equipo electrónico está sometido a lo establecido en la Directiva 2014/30/UE en materia de compatibilidad electromagnética, la cual establece los requisitos esenciales que se deben someter los aparatos e instalaciones electrónicas. 
Para dar presunción de conformidad a la directiva Directiva 2014/30/UE se utilizan las denominadas normas armonizadas. Es un listado de normas que se publican en el Diario Oficial de las Comunidades Europeas (DOCE). 
Existen en España varios laboratorios de ensayos y certificación de compatibilidad electromagnética. Entre los más relevantes se encuentran los situados en las instalaciones del Instituto Nacional de Técnica Aeroespacial de Torrejón de Ardoz (Madrid), Centro Español de Metrología en Tres Cantos (Madrid), ITACA en Valencia, Applus+ en Bellaterra (Barcelona), GCEM-UPC en Barcelona, EMC Barcelona en Barcelona, SGS en Madrid, Idneo Technologies en Mollet del Vallès (Barcelona), ITA (Zaragoza) y CEMITEC (Pamplona).

### La compatibilidad electromagnética en México
En México, a fin de establecer los límites máximos permisibles de las perturbaciones radioeléctricas producidas por los equipos de  tecnología de información se ha puesto como proyecto de norma la NOM-125-SCT1-2001 Compatibilidad electromagnética- Interferencia electromagnética - Límites y métodos de medición de las características de las perturbaciones radioeléctricas producidas por equipos de tecnologías de información. Dicha norma es compatible con la norma internacional CISPR 22:1997 "Information technology equipment: Radio disturbance characteristics - Limits and methods of measurements".

### La compatibilidad electromagnética en la Unión Económica Euroasiática
En la Unión Económica Euroasiática, la normativa de referencia en tema de Compatibilidad Electromagnética es el Reglamento Técnico de la Unión Aduanera 020/2011"Электромагнитная совместимость технических средств" (Compatibilidad electromagnética de equipos técnicos).

## Instituciones reguladoras
- Comisión Federal de las Comunicaciones (FCC, Estados Unidos de América)
- Comisión Europea (marcado CE)
- Consejo de Control Voluntario de Interferencias (VCCI, Japón)
- Estándar australiano/neozelandés (AS/NZS, Australia y Nueva Zelanda)

## Organismos de normalización
- Comisión Electrotécnica Internacional (CEI o IEC)
- Comité europeo de normalización (CEN)
- Comité Europeo de Normalización Electrotécnica (CENELEC)
- Asociación Española de Normalización y Certificación (AENOR)
- Comité Internacional Especial de Perturbaciones Radioeléctricas (CISPR)
- Instituto Europeo de Normas de Telecomunicaciones (ETSI)
- Institución Británica de Normas (BSI)
- Asociación para Tecnologías Eléctrica, Electrónica y de la Información (VDE, Alemania)
- Normalización y Certificación Electrónica, A.C. en México